# Nassima Ben Hamouda
Nassima Ben Hamouda (ur. 20 października 1973 w Villeurbanne) – algierska siatkarka, grająca jako środkowa. Obecnie występuje w drużynie Mc Alger.